# Eugen Keller (Politiker)

Eugen Keller (1992)

Eugen Keller (* 3. November 1925 in Basel; † 28. Dezember 2020) war ein Schweizer Bauingenieur und  Politiker (CVP).

## Leben
Der Sohn eines Spediteurs absolvierte 1945 die Matura am Mathematisch-Naturwissenschaftlichen Gymnasium Basel. Er studierte an der ETH Zürich und schloss 1949 als diplomierter Bauingenieur ab. Von 1950 bis 1972 war Keller im Ingenieurbüro Gruner in Basel tätig, ab 1963 als Direktor und ab 1970 als Verwaltungsrat.
Von 1960 bis 1972 gehörte Keller dem Grossen Rat des Kantons Basel-Stadt an. Von 1963 bis 1972 präsidierte er die Katholische und Christlichsoziale Volkspartei Basel-Stadt (ab 1971 CVP Basel-Stadt). Von 1972 bis 1992 war er Regierungsrat, zunächst als Vorsteher des Sanitätsdepartements und von 1976 bis 1992 des Baudepartements. Als Baudirektor war Eugen Keller für umstrittene Grossprojekte verantwortlich, so für den Bau der Nordtangente, den Masterplan Bahnhof SBB und den Neubau der Wettsteinbrücke.
Nach seinem Rücktritt 1992 war Eugen Keller bis ins hohe Alter eng mit seiner Partei verbunden.
Eugen Keller war verheiratet und hatte vier Kinder, darunter der Politiker Felix Keller (CVP, Landrat des Kantons Basel-Landschaft, Fraktionspräsident) Er starb nach kurzer, schwerer Krankheit.